# Mecidiye, Karapürçek
Mecidiye là một xã thuộc quận Karapürçek, tỉnh Sakarya, Thổ Nhĩ Kỳ. Dân số thời điểm năm 2008 là 961 người.